# 丽贝卡·费尔德曼
丽贝卡·费尔德曼（英語：Rebecca Feldman，1982年2月8日—），澳大利亚女子田径运动员。她曾代表澳大利亚参加2000年夏季残疾人奥林匹克运动会田径比赛，获得一枚金牌、一枚银牌和一枚铜牌。